# Niños en el tiempo
Niños en el tiempo (en inglés: The Child in Time) es una novela de Ian McEwan publicada por la editorial Jonathan Cape en 1987. La historia trata de Stephen, un autor de libros infantiles, y su esposa, dos años después del secuestro de su hija Kate, de tres años.
El libro ganó el Premio Costa Book en 1987 y en ocasiones ha sido declarada una de las mejores novelas de McEwan, pero ha recibido también críticas negativas.

## Argumento
Stephen, un escritor "accidental" de novelas infantiles, y Julie, una música, son una pareja londinense con una hija pequeña, Kate. Un día Kate es secuestrada en el supermercado donde estaba con su padre, y desde entonces no ha habido noticias de ella. Su desaparición es una carga demasiado grande para sus padres: Aunque unidos por un gran afecto, los dos cónyuges afrontan el drama familiar de maneras muy diferentes y acaban separándose. Mientras Stephen se aloja en el apartamento de la pareja en la ciudad, su esposa se refugia en una casa de campo, aislada de todos. Stephen cree varias veces reconocer el rostro de su hija en las chicas de su edad que conoce, se atrinchera en su casa, deja de escribir y, mientras tanto, recorre en su pensamiento las fases más destacadas de su vida: su infancia después de su servicio militar, su amistad con Charles, su primer editor y mentor (y más tarde un destacado político) y su esposa Thelma, una astrofísica que lo fascina con sus complejos discursos sobre la fluidez del espacio y el tiempo, su relación con sus padres y el último etapa de su vida, la solitaria marcada por el único ritmo de reuniones periódicas y aburridas con los académicos de la "Comisión Gubernamental de Educación Infantil". Al tratar de procesar su dolor, Stephen se ve ayudado por dos acontecimientos en particular. El primero se refiere a sus amigos: tras el apoyo moral que le han brindado tras la desaparición de su hija, en particular por parte de Thelma, deciden refugiarse en el campo, aparentemente para permitir a Charles descansar después de su intensa temporada de participación política y de sus frecuentes asistencias al Primer Ministro, y que Thelma se dedique a sus estudios de astrofísica. En realidad, Stephen descubrirá que su amigo siempre ha sufrido una forma de doble personalidad, que le hizo esforzarse en exceso en su vida social y profesional en el exterior, mientras que en su vida privada le hacía retroceder a su niñez. El segundo se refiere a sus padres: Stephen sueña con un acontecimiento particular relacionado con su infancia y, al no poder concentrarse en él, pide cuentas a sus ancianos padres. Mientras el padre parece haberlo olvidado o más bien eliminado, la madre deja claro que lo recuerda bien. Sólo una vez Stephen decide ir a ver a Julie: el camino hasta su cabaña, donde nunca ha estado, le resulta familiar, y antes de llegar incluso parece reconocer, en dos personas en un pub, a sus padres cuando estaban joven. Al llegar a casa de su mujer, superada la vergüenza inicial, los dos se encuentran haciendo el amor impulsados por el sentimiento que todavía existe entre ellos y por una apariencia de familiaridad redescubierta, que sin embargo se desvanece inmediatamente después. Cuando Stephen va a visitar a su madre un día en que su padre está ausente, escucha la historia relativa al episodio de su sueño, y descubre que ocurrió cuando acababa de ser concebido, precisamente en los lugares por los que viajó para llegar a la casa de Julie, en los momentos en los que su madre decidía no darle a luz ante el poco entusiasmo mostrado por su entonces novio ante la noticia. Precisamente en aquel pub su madre había visto a un niño en el escaparate, al que reconoció como su hijo, y en ese momento se dio cuenta de que ese niño ya le había nacido: sus padres se lo habían aclarado y, al final, lo habían "concebido" conscientemente. En ese tiempo. En los días siguientes, mientras el Primer Ministro lo sigue, que quiere tener noticias de Charles, de quien ya no sabe nada, Stephen recibe una llamada telefónica de Thelma: después de haberla encontrado en el campo, descubre que Charles está muerto, en medio del bosque, donde ahora estaba dando rienda suelta a sus impulsos infantiles, tras una discusión con su esposa. Después de traerlo a casa, la escucha describir su tormento al intentar equilibrar la vida de su marido con una doble personalidad, perpetuamente infeliz tanto de adulto como de niño, que culmina con su muerte escenificada como un resentimiento infantil. Aquí Thelma reprocha a Stephen no haber aprovechado la oportunidad de felicidad que ella perdió: en el momento en que dice esto, suena el teléfono y es Julie quien busca a Stephen, pidiéndole que se comunique con ella urgentemente. Stephen, a altas horas de la noche, toma el primer tren disponible y hace realidad su sueño de infancia de viajar en la cabina del ingeniero. Vuelve a los lugares que ahora sabe que conocía antes de nacer y comprende la urgencia por la que Julie lo llamó. Al llegar hasta ella, y en ausencia de la partera que llega tarde, la ayuda a dar a luz a su hijo.

## Temas
Como bien sugiere su título, dos de los grandes temas que explora el libro son el tiempo son el tiempo y la infancia. Sin embargo, en la novela también son importantes las ideas sobre política y género, que son claramente una respuesta a los avances intelectuales y sociales de la década de 1980. Publicada en 1987 y ambientada en un futuro no especificado que ahora es nuestro pasado reciente, Niños en el tiempoe presenta una visión de lo que podría haber sido el thatcherismo si hubiera seguido prevaleciendo hasta finales de siglo. Al escribir sobre un futuro que se avecinaba unos diez años antes de su publicación, McEwan amplía y exagera algunas de las políticas de derecha que vio en funcionamiento a fines de los años 1980: privatización, reducción de los subsidios públicos, fomento de la libre empresa y adopción de los valores familiares tradicionales.

## Recepción
En Publishers Weekly, Niños en el tiempo fue promocionada como "una novela muy perturbadora y bellamente presentada", y el crítico describió la escena del secuestro como "más aterradora que cualquiera de una novela de terror".  Un crítico de Kirkus Reviews lo elogió como "una obra de notable sofisticación intelectual y política, su ficción más expansiva y apasionada hasta la fecha", y argumentó que la novela muestra a McEwan como un escritor de "osadía narrativa y genio imaginativo".  Judy Cooke argumentó en The Listener que la novela extrajo de las principales preocupaciones de su década una "narrativa rica y complicada, sus ideas encarnadas en personajes y situaciones, su estilo fluido e ingenioso, atrapando la atención del lector en cada página". En The Spectator, Brian Martin lo calificó como el mejor libro de McEwan hasta ese momento y "una novela seria que tiene muchos niveles de intención y proporciona muchos placeres".  Jack Slay también describió el libro como el mejor de McEwan en su estudio de 1996 sobre la producción del autor. 
Sin embargo, otras críticas fueron mixtas o negativas. En la London Review of Books, Nicholas Spice elogió la prosa de McEwan, pero escribió que la novela "gasta sus energías creativas poco comunes en un programa de comentarios sociales y filosóficos mediocres". Spice la comparó desfavorablemente con un libro de Iris Murdoch publicado ese año y argumentó: " La novela de Murdoch termina con una nota de aprensión, una pregunta oscura y abierta sobre lo que puede estar llegando a su término en el útero del tiempo. Niños en el tiempo cree que sabe la respuesta y se ofrece a hacer de partera. [...] La certeza de la novela de que sus valores son los correctos, aquellos con los que es seguro ser visto en público, la hace particularmente exasperante para cualquiera, como yo, que ha absorbido los mismos valores del mismo acervo cultural”. 
Michiko Kakutani escribió en The New York Times que McEwan utiliza “su maravilloso control y simpatía como escritor [...] para hacer que el estado mental de Stephen sea tan palpable que nos hace compartir todas sus emociones cambiantes”. Pero el crítico también describió la desaparición de Kate como una "metáfora torpe de su propia incapacidad para recuperar su juventud" y se quejó de que varios de los motivos del libro "parecen ideas posteriores injertadas en la historia de Stephen y Kate y no totalmente asimiladas al texto". Kakutani encontró la novela "discursiva y desigual".  Gabriele Annan escribió en The New York Review of Books que gran parte del libro es "maíz" (corn). 
En 2002, Adam Begley, de The Paris Review, calificó a Niños en el tiempo como el comienzo de un período en la carrera de novelas de McEwan que son "más ambiciosas que los libros anteriores, más reflexivas e igualmente vívidas".  Christopher Hitchens declaró en 2005 que todavía consideraba el libro la obra maestra de McEwan.  Sin embargo, Roger Boylan, de Boston Review, escribió que los momentos más impactantes de la novela se encuentran principalmente en las partes centradas en la pérdida de Stephen, y desestimó el libro como "demasiado serio en su preocupación por exponer la corrupción en los altos puestos. Lo político se vuelve demasiado personal y los diferentes aspectos de Niños en el tiempo se socavan entre sí en lugar de apoyarse. El resultado es un poco caótico".  En un artículo de 2015 para The Guardian, Aida Edemariam escribió que la novela "hizo imaginable algo que no había imaginado antes y que ahora no podía dejar de pensar: que en un momento, y sin razón, todo puede cambiar, y cambiar por completo".  Eileen Battersby, que había reseñado la novela positivamente tras su publicación,  la elogió nuevamente en 2014 como “una tercera novela muy poderosa y también la que sugirió por primera vez que McEwan [...] era mucho más que un talentoso maestro de la amenaza. De repente, parecía que una columna vertebral humana de hecho sostenía todo el terror”. Ella clasificó la novela como la segunda después de las primeras 200 páginas de Expiación (2001) en la obra del autor. 

## Trasfondo
El libro es más extenso y complejo que las novelas anteriores de McEwan. Tiene muchos antecedentes y eventos, que tratan sobre la historia, la política, la economía y el estatus social del Reino Unido, así como la infancia de Stephen, sus padres y sus hijos. El argumento es más intrincado que el de las novelas anteriores, bastante sencillas, y a menudo se mueve a través de diferentes períodos de tiempo. A diferencia de sus primeras obras, incluso la ubicación (Londres y los "Home Counties") es precisa, las personas se presentan con nombre y apellido, trata sobre historia y política, y carece de la violencia y la psicopatología bastante generalizadas de las dos primeras novelas. Brian Martin escribió en The Spectator el 10 de octubre de 1987 que "el mundo macabro, miserable y sádico de las novelas anteriores de McEwan ha desaparecido. Su adolescencia gótica ha sido reemplazada por la edad adulta y las percepciones adultas". Como tal, la novela ha sido vista como una marca de agua en la literatura de McEwan. Judy Cooke escribió en The Listener que "es un desarrollo de la literatura anterior de McEwan, un avance tanto técnico como temático".

## Premios
- Recibió el Premio Costa en el año de su publicación en Inglaterra y el Premio Femina Extranjero en Francia en 1993.[19]

## Adaptación
En febrero de 2017, BBC One encargó una adaptación para televisión de la novela protagonizada por Benedict Cumberbatch y Kelly Macdonald.  Se estrenó en BBC One el 24 de septiembre de 2017, con una respuesta crítica positiva.Benedict Cumberbatch describió la película como la más personal, ya que pudo conectar fácilmente su propia personalidad al personaje de Stephen Lewis. El actor vistió su ropa privada durante el rodaje. Cumberbatch también fue productor de la película. La escena en la que Kate (interpretada por Beatrice White) desaparece, se rodó en un supermercado de Crouch End, Londres, cuando estaba funcionando. Debido a que la representación parecía tan auténtica y, por lo tanto, intensa, un oficial de policía real estuvo presente durante el rodaje para asegurar a los clientes que se trataba solo de imágenes de una película.